# Peter Jørgensen
Peter Jørgensen (n. 2 aprilie 1907, Hillerød, Danemarca – d. 27 august 1992, Vålse⁠(d), Comuna Guldborgsund, regiunea Sjælland, Danemarca) a fost un boxer ce a reprezentat Danemarca, medaliat olimpic. A participat la o ediție a Jocurilor Olimpice (1932) în care a câștigat o medalie de bronz.

## Participări
Lista de mai jos prezintă principalele competiții la care a participat Peter Jørgensen de-a lungul carierei.
- boxing at the 1932 Summer Olympics – light heavyweight[*]